# Anarhichas lupus

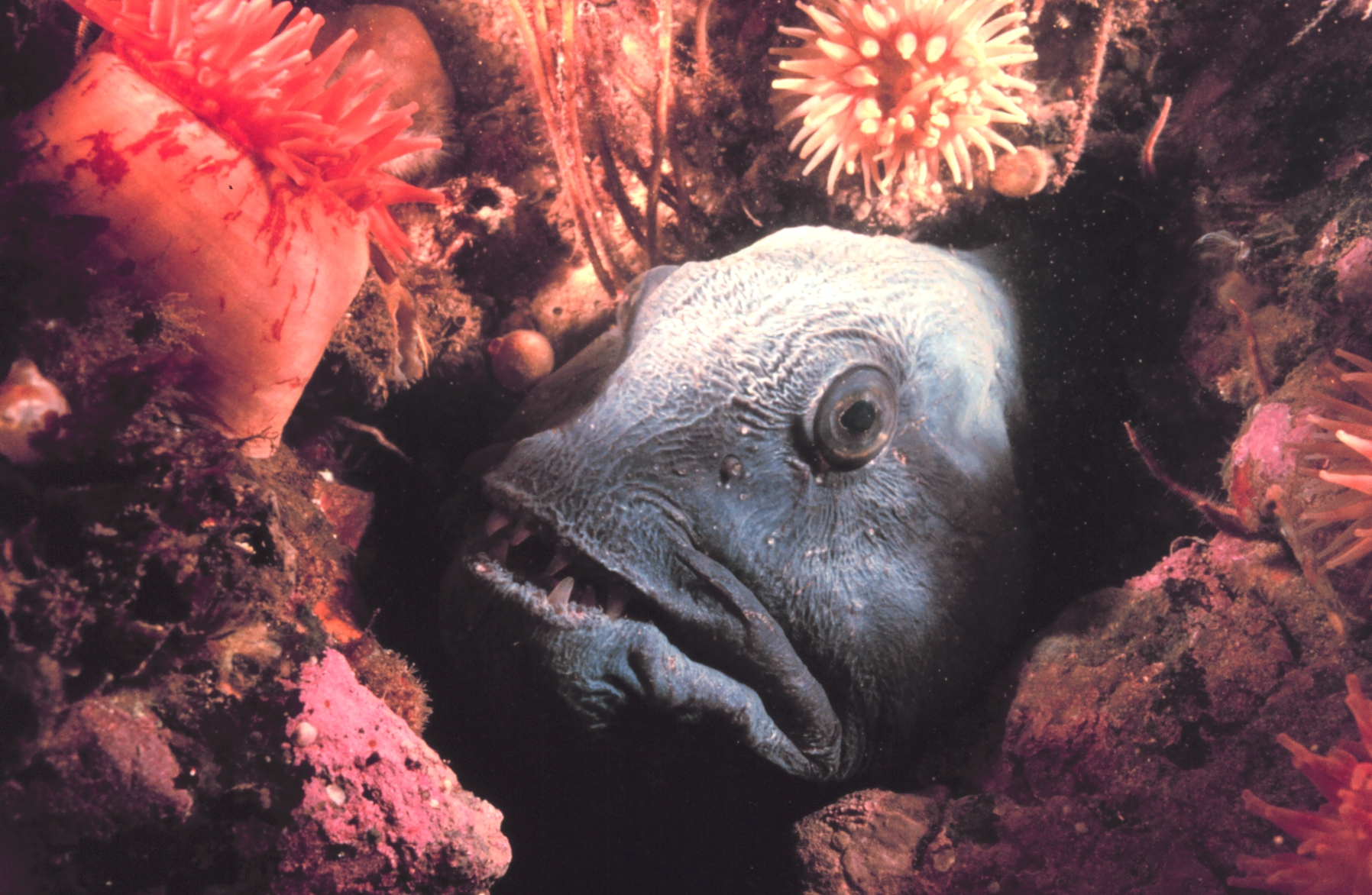
Particolare della testa di A. lupus in cui si intravedono i robusti denti caniniformi

Anarhichas lupus, conosciuto in italiano come lupo di mare o pesce lupo o anguilla lupo,  è un pesce osseo appartenente alla famiglia degli Anarhichadidae.

## Descrizione
L'aspetto generale di questo pesce è simile a quello di una grande bavosa. Il corpo è allungato e compresso lateralmente, la testa grande e rotondeggiante, la bocca ampia con forti mascelle dotate di 10-12 denti caniniformi robusti e ben visibili subiscono una dentizione annua. Le pettorali sono larghe, adatte ad ancorare il pesce sul fondo roccioso, le pinne ventrali sono invece assenti. La pinna dorsale è unica, bassa e lunga fino al peduncolo caudale, la pinna anale è simile ma lunga circa un terzo di meno. La pinna caudale è piuttosto piccola ed ha bordo leggermente arrotondato.
La parte superiore della testa, i fianchi, il dorso e le pinne sono grigio-azzurri, nerastri o rossicci con alcune fasce verticali non ben distinte di colore scuro, la parte inferiore è biancastra con punti scuri.
La taglia massima è di 150 cm per oltre 20 kg di peso.

## Distribuzione e habitat
Il pesce lupo è comune nell'Oceano Atlantico settentrionale orientale dal Golfo di Guascogna all'Islanda e alle coste della Groenlandia e della Lapponia, nella parte occidentale di questo oceano è presente sulle coste canadesi e degli USA a sud fino al New Jersey.
È riportata la cattura di un esemplare nel mar Mediterraneo, in Liguria (Varazze), nel 1958.
Vive su fondi rocciosi a profondità fino a 600 metri (di solito non oltre 100). I giovani si incontrano anche in acque costiere.

## Biologia

### Alimentazione
Si ciba soprattutto di organismi bentonici a tegumento duro come echinodermi, crostacei e molluschi, il cui guscio rompe con facilità grazie alla potente dentatura.

### Riproduzione
Effettua migrazioni verso acque più profonde in inverno per la riproduzione. Le uova, di dimensioni piuttosto grandi, sono bentoniche.

## Pesca
Viene catturato con nasse e palamiti.
Le carni sono apprezzate nei paesi nordici.

## Acquariofilia
Viene allevato negli acquari pubblici.